# Jamaal Tinsley
Jamaal Lee Tinsley (ur. 28 lutego 1978 na Brooklynie, w Nowym Jorku) – amerykański zawodowy koszykarz, występujący na pozycji rozgrywającego. W latach 2011–2013 zawodnik Utah Jazz.
Chodząc do szkoły średniej, Tinsley nie był członkiem tamtejszej drużyny koszykarskiej. Grał za to w zespole Brooklyn U.S.A., występującym w AAU. Po ukończeniu szkoły kontynuował naukę na koledżu Mt. San Jacinto, jednak po dwóch latach przeniósł się na uniwersytet stanowy Iowa, gdzie bronił barw zespołu Iowa State Cyclones.
Na ostatnim roku był wybierany do drugiego składu Stanów Zjednoczonych oraz najlepszym graczem konferencji Big 12, po czym zgłosił się do draftu NBA. Został w nim wybrany z numerem 27 przez Vancouver Grizzlies, jednak szybko wymieniony wraz z Shareefem Abdur-Rahimem do Atlanty Hawks za Pau Gasola, Brevina Knighta i Lorenzena Wrighta. Tego samego dnia Hawks oddali go do Indiany Pacers za wybór w drafcie 2003. W pierwszym sezonie został wybrany do drugiego składu pierwszoroczniaków oraz dwukrotnie najlepszym debiutantem miesiąca. W sezonie 2004–2005 zdobywał średnio 15,4 punktu oraz 4,0 zbiórki, ustanawiając rekord kariery w obu tych kategoriach.
Rok później notował średnio 8,9 asysty na mecz, co też jest jego rekordem kariery. 22 lipca 2009 roku został zwolniony przez Pacers. 14 listopada tegoż roku podpisał kontrakt z Memphis Grizzlies, skąd po roku trafił z pierwszym numerem draftu NBA Development League do Los Angeles D-Fenders. Przed rozpoczęciem skróconego lokautem sezonu NBA 2011/2012 podpisał kontrakt z Utah Jazz.

## Osiągnięcia
Na podstawie, o ile nie zaznaczono inaczej.
NCAA
- Uczestnik:
  - rozgrywek Elite 8 turnieju NCAA (2000)
  - turnieju NCAA (2000, 2001)
- Mistrz:
  - turnieju konferencji Big 12 (2000)
  - sezonu regularnego Big 12 (2000, 2001)
- Koszykarz roku konferencji Big 12 (2001)[16]
- Najlepszy nowo-przybyły zawodnik konferencji Big 12 (2000)
- Zaliczony do:
  - I składu turnieju Big 12 (2000)
  - II składu:
    - All-American (2001)
    - All-Big 12 (2000)

NBA
- Zaliczony do II składu debiutantów NBA (2002)[17]
- Uczestnik Rising Stars Challenge (2002, 2003)
- Debiutant miesiąca (listopad 2001, marzec 2002)
- Lider play-off w skuteczności rzutów wolnych (2004 - wspólnie z Fredem Hoibergiem)[18]